# Antoine Bovy

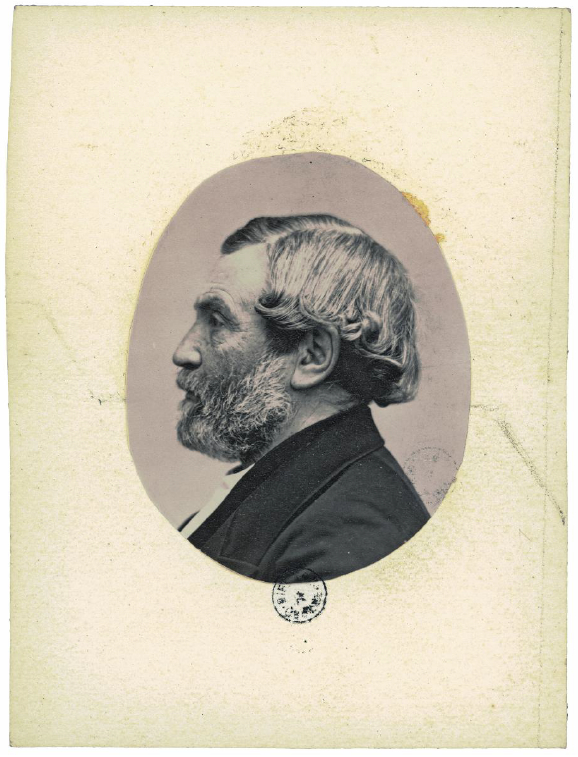
Bovy ca. 1860, aus den Sammlungen der Bibliothek von Genf

Jean François Antoine Bovy (* ≈ 14. Dezember 1795 in Genf; † 18. September 1877 ebenda) war ein Genfer Medailleur, der eine Prägemechanik erfunden hat, mit welcher er Medaillen in bisher unbekannten Grössen anfertigen konnte. Er ist der Stempelschneider dreier sich noch heute im Umlauf befindlicher Schweizer Münzen, des Fünfzigrappenstücks, des Einfrankenstücks sowie des Zweifrankenstücks.

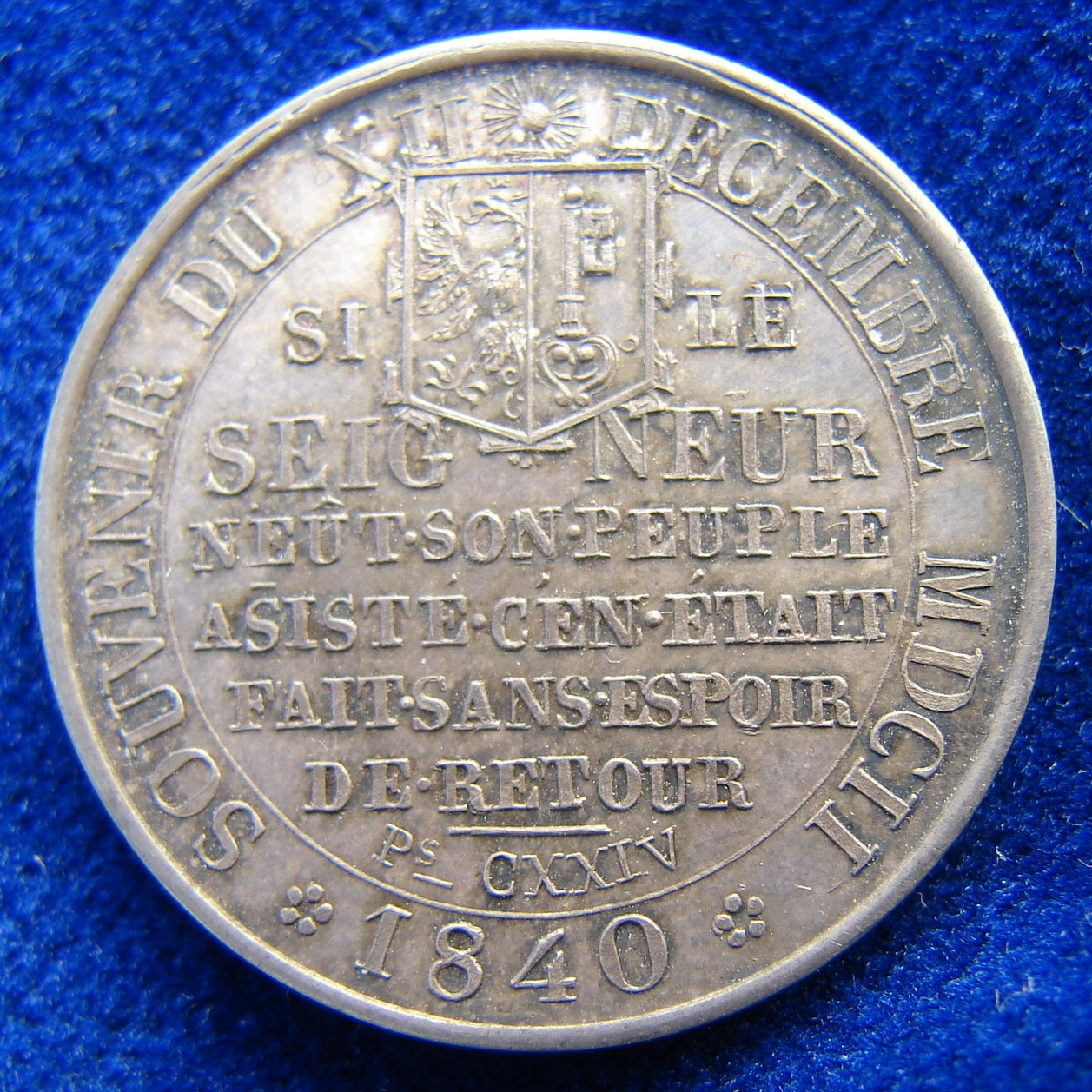
Vorderseite der Medaille von 1840 zur Gedenkfeier der Escalade 1602.

## Leben
Bovy wurde in Genf als Sohn von Jean-Samuel Bovy, der auch Juwelier war, geboren. Jean-Samuel hatte insgesamt drei Söhne. Antoine Bovy begann als Stempelschneider im Unternehmen seines Vaters. 1824 wurde er nach Paris geschickt, um beim bekannten Bildhauer James Pradier zu studieren. 1835 wurde er in Frankreich eingebürgert und gewann eine Goldmedaille im Gravieren. Ebenso wurde er Mitglied der Ehrenlegion, seiner Medaillen und des Erbauens von Eisenbahnen wegen. Besonders erwähnenswert ist seine grosse Medaille für Jean Calvin von 1835 aus Anlass des 300. Jahrestags der Reformation in Genf.
1847 wurde er als Partner in die Académie royale des Sciences, des Lettres et des Beaux-Arts de Belgique (Classe des Beaux-Arts) gewählt.

## Bekannte Objekte

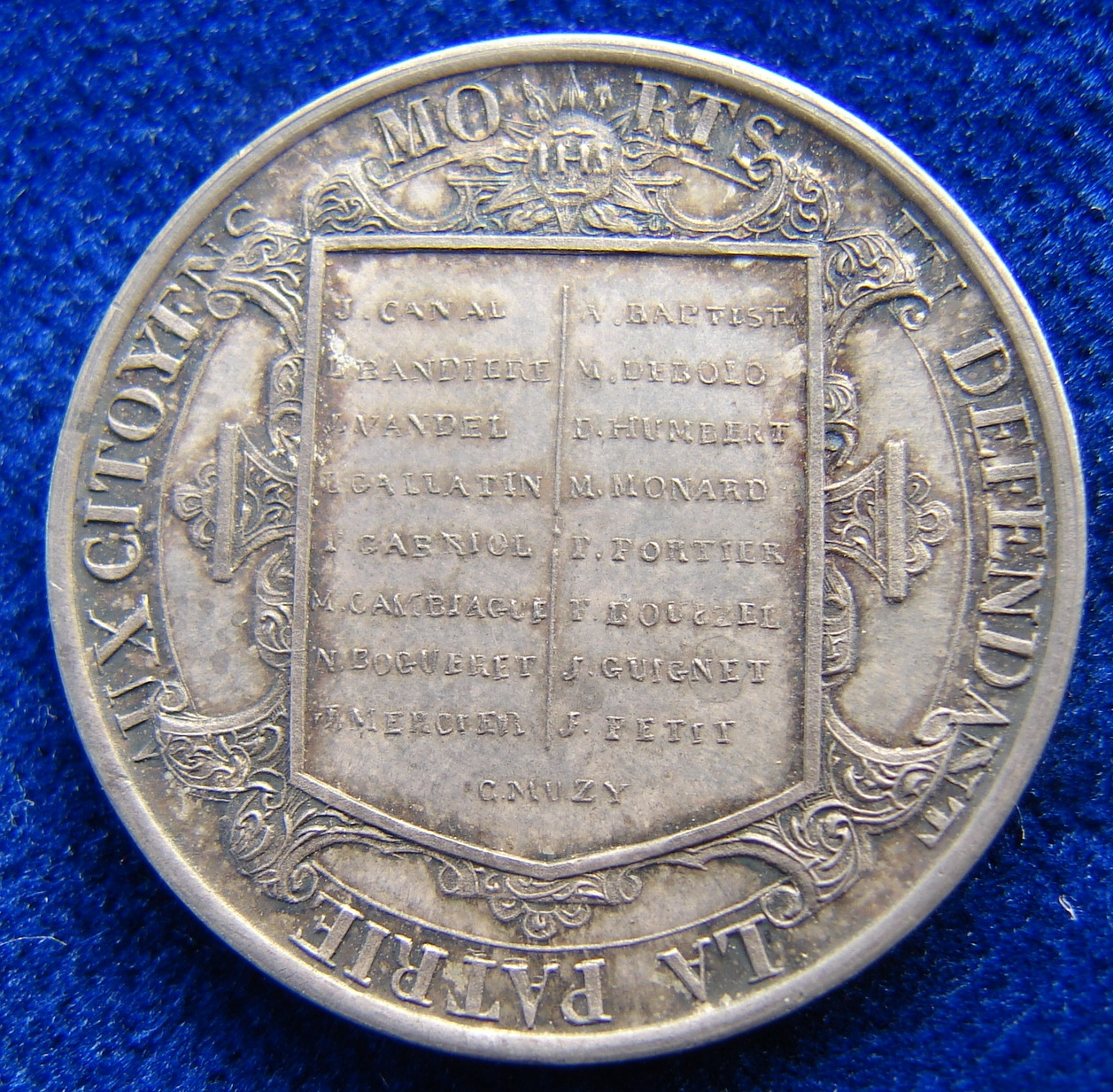
Fête de l’Escalade 1840. Rückseite der Medaille mit den 17 Namen der in der Schlacht von 1602 gefallenen Genfer Bürger.

- Medaille Johann Wolfgang von Goethe von 1824. Diese Medaille wurde auf Veranlassung des Schweizer Prinzenerziehers in Weimar, Frédéric Soret, von Antoine Bovy gestaltet.[5]
- Medaille Jean Calvin von 1835, des 300. Jubiläums der Reformation in Genf gedenkend.[6]
- Medaille Frédéric Chopin von 1837.
- Medaille Johann Lukas Schönlein von 1839.
- Medaille Escalade de Genève von 1840. Dieses kleine Medaillon ist nicht signiert. Sie wird aber Antoine Bovy zugeschrieben.[7]
- Medaille Louis Philippe I von 1842 wegen der Eisenbahngesetze.[8]
- Medaille Franz Liszt von 1844.
- Medaille Louis-Joseph Gay-Lussac 1850.[9]
- Medaille Baron Pierre Charles François Dupin von 1852.[10]
- Medaille Georges Cuvier 1862.[11]
- Schweizer Umlaufmünzen: ½ Fr., 1 Fr., 2 Fr.[12], sowie die alte 5 Fr.-Münze, welche nur 1850/51 sowie 1855, 1873 und 1874 geprägt wurde.[13] Alle nach Entwürfen von Albert Walch